# 佐希爾·凱達切
佐希爾·凱達切（Zohir Kedache，1986年3月2日—）是一名阿爾及利亞拳擊運動員，主攻次中量級項目。他曾獲得泛阿拉伯運動會男子次中量級銅牌。

## 外部連結
- AIBA（页面存档备份，存于）